# Paralemnalia digitiformis
Paralemnalia digitiformis är en korallart som beskrevs av Macfadyen 1936. Paralemnalia digitiformis ingår i släktet Paralemnalia och familjen Nephtheidae. Inga underarter finns listade i Catalogue of Life.